# Skrivtolkning
Skrivtolkning innebär tolkning från talat språk till skrivet språk. Skrivtolkning föredras, framför tolkning till/från teckenspråk, av en del personer som i vuxen ålder drabbats av hörselskada eller dövhet och alltså helt eller till viss del förlorat sin hörsel. Skrivtolkning används även av barndomsdöva. 
Skrivtolkning innebär att en skrivtolk skriver ned vad som sägs, vilket sedan visas på en skärm där tolkanvändaren kan läsa texten. Skrivtolken lägger till interpunktion och anpassar i övrigt texten för läsning, genom att ta bort och förändra typiska drag i talspråket, såsom t.ex. felstarter, upprepningar m.m. En del skrivtolkar använder sig av ett speciellt tangentbord för detta ändamål. Det mest använda i Sverige heter Velotype (kallas även veyboard). Med hjälp av en sådan är det möjligt att skriva i ett högre tempo än det är med ett vanligt tangentbord. Skrivtolkar som använder ett vanligt tangentbord kan höja sin skrivhastighet genom att använda förkortningar för långa ord, som memorerats in. Skrivtolken kan även använda sig av papper och penna, t.ex. vid tolkuppdrag utomhus.  
Skrivtolkning kan också utföras med så kallat återtal, varvid en tolk tydligt uttalar vad t.ex. en föreläsare just sagt ("återtalar"), och  anger interpunktion. Talet konverteras av mjukvara till skrift. Skrivtolkning med återtal används i ett flertal länder, ännu dock inte i Sverige.     
Tjänsten skrivtolkning bekostas inte av användaren själv, utan av den myndighet som ansvarar för det område där tolkningen utförs. 
Majoriteten av den skrivtolkning som utförs i landet bekostas av landets tolkcentraler för döva och hörselskadade. Därutöver finns privata tolkbolag.  
Tolkcentralerna ansvarar för att tillhandahålla det som kallas vardagstolkning. Vardagstolkning innebär tolkning i olika situationer i vardagslivet som sjukvård, fackliga möten eller informationsmöten i arbetslivet, samt olika föreningslivs- och fritidsverksamheter. Viss tolkning som inte är vardagstolkning fömedlas i mån av tid av Tolkcentralen, till exempel myndighetskontakter, tolkning inom socialtjänsten, polis och domstolsförhandlingar. Sådana tolkuppdrag betalas av respektivet myndighet.  
Regionernas tolkservice gäller inte för:  
- Tolkning i utbildning vid grundskolor, gymnasieutbildningar, folkhögskolor, högskolor och universitet samt andra utbildningssamordnare med statligt anslag. Detta gäller även för elevärenden, till exempel utvecklingssamtal där skolan enligt skollagen är betalningsansvarig.
- Tolkning inom arbetslivet som gäller utförande av arbetet eller kompetenshöjande åtgärder.
- Tolkservice initierad av annan myndighet eller samhällsorgan som till exempel socialtjänst eller rättsväsendet.

Arbetsförmedlingen ger stöd till arbetsgivare vilkas anställda behöver tolkar till utbildning inom arbetet. Ansökan görs av arbetsgivaren hos den anställdes lokala handläggare på  Arbetsförmedlingen.
Skrivtolkar som arbetar genom regionerna skall följa de av Kammarkollegiet fastställda reglerna för god tolksed.
Forskning om skrivtolkning har bland annat bedrivits av Liisa Tiittula.

### Fotnoter
1. ↑  ”Vad är vardagstolkning?”. habilitering.se. Arkiverad från originalet den 22 mars 2018. https://web.archive.org/web/20180322204759/http://habilitering.se/tolkcentralen/fragor-och-svar/vad-ar-vardagstolkning. Läst 22 mars 2018.
2. ↑  ”Kammarkollegiets tolkföreskrifter inklusive god tolksed | Kammarkollegiet”. www.kammarkollegiet.se. Arkiverad från originalet den 26 mars 2018. https://web.archive.org/web/20180326064339/https://www.kammarkollegiet.se/dokument/kammarkollegiets-tolkforeskrifter-inklusive-god-tolksed. Läst 25 mars 2018.
3. ↑  ”The reading process of dynamic text – A linguistic approach to an eye movement study”. SKY Journal. 1 december 2016. https://www.researchgate.net/publication/312377369_The_reading_process_of_dynamic_text_-_A_linguistic_approach_to_an_eye_movement_study. Läst 10 maj 2022.

### Webbkällor
- ”Kammarkollegiet”. https://www.kammarkollegiet.se/. Arkiverad från originalet den 26 mars 2018. https://web.archive.org/web/20180326064339/https://www.kammarkollegiet.se/dokument/kammarkollegiets-tolkforeskrifter-inklusive-god-tolksed. Läst 2018.03.25.
- ”Statsbidrag inom folkhälsa, hälso- och sjukvård samt socialtjänst | Statsbidrag”. www.socialstyrelsen.se. Arkiverad från originalet den 2 augusti 2016. https://web.archive.org/web/20160802195027/http://www.socialstyrelsen.se/statsbidrag/aktuellastatsbidrag/landstingenforskrivtolkningpad. Läst 2 oktober 2017.
- http://www.socialstyrelsen.se/statsbidrag/aktuellastatsbidrag/Documents/dnr-6092-skrivtolkningpadistans-slutrapport-missiv.pdf  PDF
- https://web.archive.org/web/20171002220612/http://www.pts.se/upload/Faktablad/SE/Faktablad_vinnarna_dovblinda-2012-07.pdf  PDF
- ”Skriv- och TSS-tolk”. www.skrivochtsstolk.se. http://www.skrivochtsstolk.se/. Läst 2 oktober 2017.
- ”Arbetsförmedlingen”. https://www.arbetsformedlingen.se/For-arbetssokande/Stod-och-service/Funktionsnedsattning.html. Läst 25 mars 2018.